# فور سیزن پلیس کوالا لامپور
فور سیزن پلیس کوالا لامپور (به انگلیسی: Four Seasons Place Kuala Lumpur) ساختمان ۶۵ طبقه با کاربری هتل، مستقر در شهر کوالا لامپور، مالزی است، که در سال ۲۰۱۸ احداث گردید.